# Huaca Huallamarca
La Huaca Huallamarca, antiguamente llamada Pan de Azúcar, es un sitio arqueológico ubicado en el distrito de San Isidro, en la ciudad de Lima, capital del Perú. Tiene una forma de pirámide escalonada trunca, que consta de tres niveles con una altura aproximada de 19 metros. En la actualidad, es una de las pocas huacas que se conservan en dicha zona.
Se trata de una construcción realizada en la época precolombina que data desde el año 200 A.C. Fue uno de los principales asentamientos de la tradición cultural Pinazo de la costa central peruana, concebido en sus primeras épocas como un templo con fines ceremoniales y administrativos para la congregación de un grupo minoritario de la población hasta el año 300 D.C. donde su ocupación se convierte como cementerio, teniendo entierros correspondientes a las culturas Lima, Huaura (Tricolor-Geométrico), Sicán, Chincha e Ychsma. 
En la década de 1950, fue reconstruida por obra del etnólogo peruano Arturo Jiménez Borja, y el 8 de agosto de 1960, se inauguró el Museo de Sitio Huallamarca, el primer museo de sitio del Perú. Su dirección es la calle Nicolás de Ribera 201, esquina con la avenida El Rosario, en el distrito de San Isidro. 

## El nombre
Huallamarca fue el nombre que el arqueólogo peruano Julio C. Tello, quien dio inicio a las excavaciones a principios de los años cuarenta, le concedió al grupo arqueológico comprendido por la Huaca Juliana, la distancia entre Lima-Tambo y la urbanización de Santa Beatriz, entre los actuales distritos de Miraflores y Lince.
Wuallamarca se trata de una palabra compuesta por dos vocablos quechuas: "walla" que era el nombre de la tribu Huallas y "marka" como pueblo o comarca, siendo su significado conjunto "Pueblo de los Huallas", elegida en honor a los primeros habitantes de este lugar, ya que cronistas coloniales del siglo XVI (publicados por Víctor Barriga) mencionan la existencia de unas "tierras de gualla" cerca de donde ahora es la huaca Pucllana en Miraflores. Sin embargo, como el nombre de "walla" parece limitado sólo a ese sitio, la denominación de "Huallamarca" para la pirámide sanisidrina podría ser diferente. 
Hasta principios del siglo XX, se le conocía públicamente como "Pan de azúcar" y se encontraba dentro de la hacienda con el mismo nombre, a causa de la forma plano convexas de su piedras hechas de adobe, las cuales se asemejan a un dulce conocido en Lima en ese periodo.

## Historia

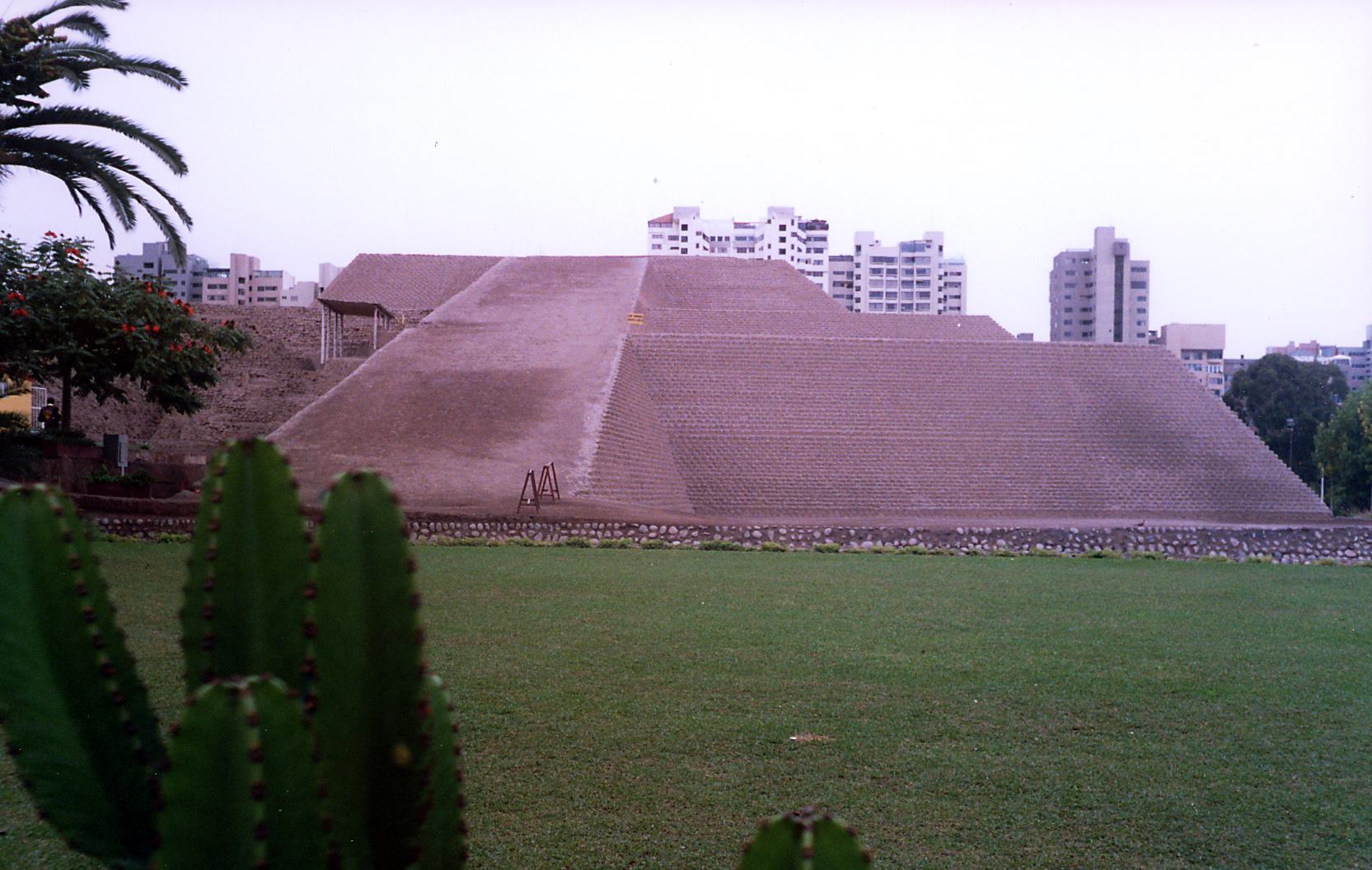
Otra vista de la huaca Huallamarca.

La primera información sobre Huallamarca, corresponde a 1873, cuando Thomas Hutchinson hombre de negocios interesado en la cultura, publica su libro Two years in Peru: with exploration of its antiquities. Él, junto a otros estudiosos como Antonio Raimondi, ya habían reconocido al lugar como distintivo e importante; sin embargo, fue Hutchinson quien llevó a cabo exploraciones con fines científicos, con su narración acerca del lugar arquitectónico realiza la descripción de una edificación escalonada con tres niveles de altura, tomando registro de las medidas, altitud, características de la flora y fauna, el clima y sus fluctuaciones, resaltando la recuperación de objetos de contexto funerario como restos humanos, textiles, cerámica, etc.
Las primeras excavaciones arqueológicas fueron realizadas en 1942 y estuvieron a cargo de Julio C. Tello, quien manifestó que sus límites están marcados por los canales de Huatica y Surco, este último tan grande y poderoso que se llama río.
También precisó acerca de tres momentos principales de ocupación desde inicios de la época Lima (siglos II A.C. a VII D.C.), Yshma (siglo XI D.C.) hasta la Inca (siglos XV a XVI D.C.), los cuales se diferencian cada uno por el desarrollo de sociedades complejas junto a su función particular (templo, cementerio y aldea). Dentro del monumento arqueológico no se han encontrado armas, ni existen indicios de haberse practicado sacrificios humanos; al contrario, se han encontrado utensilios para labores de sobre el labrado de la tierra, útiles de hilandería junto a piezas revestidas en algodón, también se han encontrado vasijas de diversos tipos de materiales, con juguetes e instrumentos musicales.
Su historia se remonta a inicios del año 200 A.C., siendo ocupada inicialmente por los pobladores de la tribu Huallas del Valle de Lima, quienes la utilizaban según fines ceremoniales y administrativos. Desde el punto de vista constructivo Huallamarca representa un esfuerzo colectivo riguroso, ya que la estructura fue levantaba con adobes amorfos hechos a mano con forma de granos de maíz, que sirvieron para construir plataformas superpuestas con el propósito de alcanzar diferentes niveles y poder diseñar plazas cercadas con patios, pasadizos y áreas restringidas. Posteriormente, la pirámide fue abandonada siendo utilizada como cementerio incluso hasta la época de ocupación Inca por el año 1476 D.C.
Durante el siglo pasado, fue usada como lugar de extracción para material de construcción, esto generó un gran hoyo que tuvo que ser cubierto con la rampa vista desde esta perspectiva. Por ello, En 1958, Arturo Jiménez Borja, junto a Jorge Zegarra Galdós, excavaron la cima de la pirámide donde se ubica un cementerio del que se extrajeron 48 fardos funerarios, lo cual promovió su restauración.

En los cuadernos de campo, Zegarra describe una gran cantidad de adobitos cónicos (grano de maíz) colocados en hiladas desordenadas alrededor de la huaca, apreciándose que en los sectores donde faltan las hiladas de adobitos cónicos, el interior ha sido rellenado con grava (Zegarra, 1958: 8). Cabe destacar que el empleo de adobes amorfos en su construcción, es propio de la tradición cultural Pinazo (años 100 a. C. a 200 d. C.) los cuales eran hechos a mano, guardando la impronta de las palmas de las manos de sus creadores. Este detalle permite establecer que fue levantada antes que la cultura Lima se desarrollara en el valle (100-700 d. C.), la misma que impuso otro estilo de construcción. Huallamarca fue contemporánea con otras importantes culturas peruanas como la cultura Vicus, Salinar, Topará (Paracas Necrópolis), la cultura Pucará, etc. La pirámide fue posteriormente abandonada y fue usada profusamente como cementerio, hasta la época Inca.

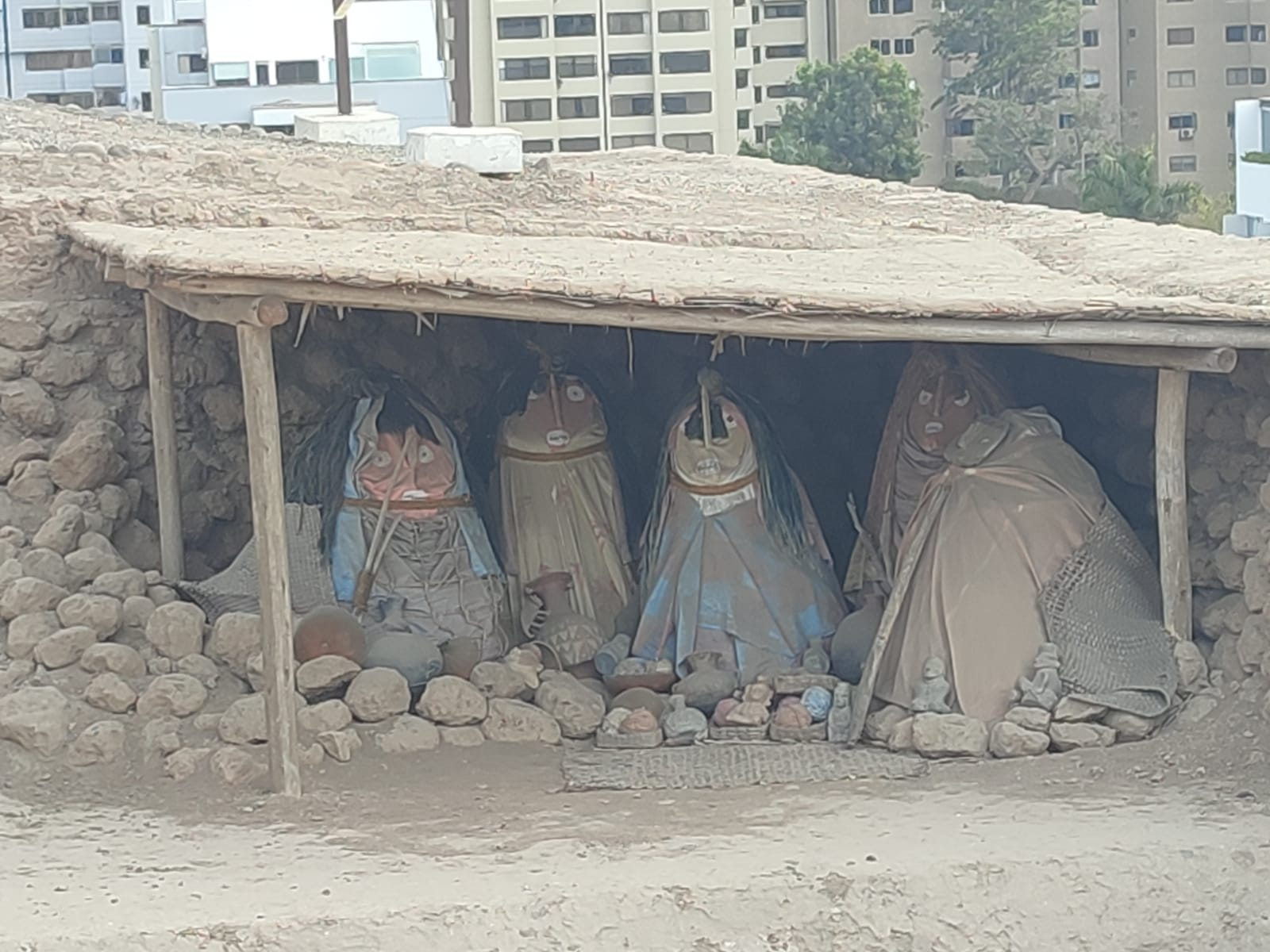
Fardos funerarios en la Huaca Huallamarca.

En los años sesenta, el doctor Arturo Jiménez Borja fue el encargado de mantener una reconstrucción íntegra volviendo a usar los adobes de la época, convirtiendo su estructura en una rectangular con tres plataformas, cuyo acceso principal es por aquella rampa que se construyó para rellenar esa gran depresión, otorgándole su conocido aspecto. Su reconstrucción, a pesar de no ser una réplica exacta del modelo original, sirvió para darle estabilidad estructural. Gracias a esto, la Municipalidad de San Isidro logró realizar trabajos de conservación con la intención de preservar el área del crecimiento urbano de la zona, pudiendo evitar que sea destruida por intenciones de corporaciones privadas.
Entre los años 1991 y 1992, se ejecutaron tres temporadas de excavaciones arqueológicas a cargo de la Lic. Clide Valladolid, dentro del marco del Convenio de Investigación, Conservación y Puesta en Valor del Sitio, entre la Municipalidad de San Isidro, el Museo de la Nación y el Instituto Nacional de Cultura. Posteriormente, entre octubre de 1997 y agosto de 1998 se realizaron excavaciones en el lado suroeste de la pirámide para asegurar la futura renovación del museo.
En la actualidad, está correctamente preservado, el monumento arqueológico se distingue en la actualidad por el contraste con los edificios modernos de su alrededor, de la misma forma, sirve como testimonio que da cuenta sobre las determinadas concepciones de vida de la era precolombina.

## Descripción
El arqueólogo Julio C. Tello describió a Huallamarca como una estructura construida exclusivamente con adobes pequeños amasados a mano, en forma de muelas o de conos irregulares, llamándole la atención que en el sitio arqueológico no existen restos de adobitos rectangulares ni de adobones que son los tipos empleados en los sitios arqueológicos vecinos de San Isidro y en otros del valle de Lima (Tello 1999 [1942]: 69). Dentro de su reconocimiento, Tello logra apreciar que en la parte superior del sitio arqueológico existen numerosas tumbas, atribuyéndolas a los períodos tardíos, llegando a compararlo en semejanza con las tumbas del sitio arqueológico Huaca Malena, ubicado en el valle de Asia (Tello 1999 [1942]: 69). En el momento en que fue usado por los incas, únicamente el curaca tenía permitido llegar a la zona superior, el clero tenía pequeñas casas en la mitad y el pueblo se encontraba abajo. Todo esto debido a la explicación de que mientras más arriba te encuentres, más cerca estarás de tus dioses, la luna y el sol.
El arqueólogo Jorge Zegarra refiere que el sitio arqueológico es un montículo aovado dirigido de sur a norte con una extensión de 120 m de largo y 75 m de ancho, ocupando más de 50 mil metros cúbicos. En su elaboración, el Dr. Arturo Jiménez Borja describe la presencia de gran cantidad de adobitos cónicos (grano de maíz) colocados en hiladas desordenados en todo alrededor de la huaca, siendo superpuestas de grava con el propósito de usarlas como muro de contención. De esta forma alcanzaron una notable altura de 20 m sobre la superficie, siendo el monumento más alto de esta zona del valle del Rímac hasta el siglo VI D.C., demostrando que su movilización representa un importante contingente humano. Así mismo, dejaron libres los espacios laterales entre adobes, brindando características antisísmicas a su estructura, siendo el antecedente directo para la Cultura lima respecto a su técnica de edificación, con la diferencia de sus tipos de adobes. 
La huaca Huallamarca tiene la forma de pirámide trunca, con tres plataformas superpuestas y con una rampa de 9 m de ancho en su parte frontal, por la que se llega a la cima. Sin embargo, esta forma que muestra en la actualidad debido a la restauración es muy distinta al aspecto original, que no contaba con rampa de acceso frontal y en donde los estadios de ocupación servían cada uno como plataforma para dar paso a la siguiente ocupación. Esto fue revelado en las excavaciones llevadas a cabo durante la década de 1990 donde se encontraron una serie de construcciones superpuestas piramidales en cuya cima se encontraban recintos conectados con pasadizos y escalinatas y con las paredes pintadas de color amarillo, que se presume haber sido empleadas como ruta para conducir a un grupo selecto hacia la cima del monumento. 
Gracias a las registros previos del sitio, como el de Thomas Hutchinson, podemos saber que en el edificio se encontraba una gran plataforma escalonada en dos niveles. La vista de perfil, mostraba una estructura maciza de paramento y talud empinado en todo el entorno menos en la parte más bajo y en el extremo norte. Además, se observaba un edificio aislado, sin construcciones unidas en medio de los cultivos.

## Restauración
En el siglo XIX fue visitada por numerosos viajeros, ya que era famosa por sus entierros ricos en objetos de cerámica y de metal. De acuerdo a las referencias antiguas, tenía 125 m de largo por 76 de ancho y su forma era cónica, por lo que era llamada "Pan de Azúcar". debido a su prominencia en el antiguo pasaje rural y por la forma de sus piedras hechas de adobe, que tenían parecido a un dulce de la época. 
En las primeras décadas del siglo pasado el sitio fue duramente afectado al ser utilizado como cantera, para la extracción de material de construcción. Esto ocasionó una gran depresión que fue cubierta con la rampa moderna visible directamente desde la parte frontal del sitio. En los años veinte se le hizo un gran corte en los flancos para habilitar un camino hasta su cima, que fue nivelada. En 1941 la municipalidad de San Isidro inició su demolición, la cual se paralizó debido a la intervención del Patronato Nacional de Arqueología. En la década de 1950 el Ministerio de Fomento y Obras Públicas autorizó su demolición para erigir en su lugar un parque público, pero al no prosperar tal desaguisado, la Casa de la Cultura del Perú inició la revalorización y la reconstrucción de la pirámide, con el patrocinio de Carlos Neuhaus Rizo Patrón, entonces alcalde del distrito.
Gracias a los objetos descubiertos en las primeras excavaciones realizadas en 1958 por Arturo Jiménez Borja con el propósito de protegerlas, quien ya había hecho una labor similar en Puruchuco, se ha podido reconstruir la historia del lugar. En 1960 se culminó la labor con la instalación de un museo de sitio que cobija los restos rescatados en el lugar.
Esta huaca tuvo originalmente la forma de una pirámide escalonada. Se asume que el entusiasmo de Jiménez Borja en medio del predicamento de salvar esta ruina dio lugar a una restauración creativa. Quienes estuvieron presentes en la obra suelen afirmar que en muchas ocasiones el doctor Jimenez Borja hizo excesivas suposiciones sobre las características de la edificación. 
El sitio fue cubierto reutilizando los adobes de la época, transformando su estructura a una de apariencia rectangular de tres plataformas y rellenando aquella depresión para convertirla en la gran rampa que al día de hoy permite un acceso directo al resto de plantas del complejo. Si bien la reconstrucción dista del aspecto original, fue una medida de emergencia que sirvió para darle la estabilidad suficiente para que en la actualidad forme parte del Sistema Nacional de Museos del Estado, la cual tiene por finalidad difundir los valores culturales del sitio ante la comunidad nacional e internacional, brindando a todos los visitantes la información que se viene recolectando de las indagaciones arqueológicas que siguen realizándose sobre el lugar hasta la actualidad.
A partir de 1991 Neuhaus Rizo Patrón, ocupando por segunda vez la alcaldía del distrito, propició nuevas investigaciones y obras de limpieza en el sitio, que fueron conducidas por la arqueóloga Clide María Valladolid.

## Cerámica

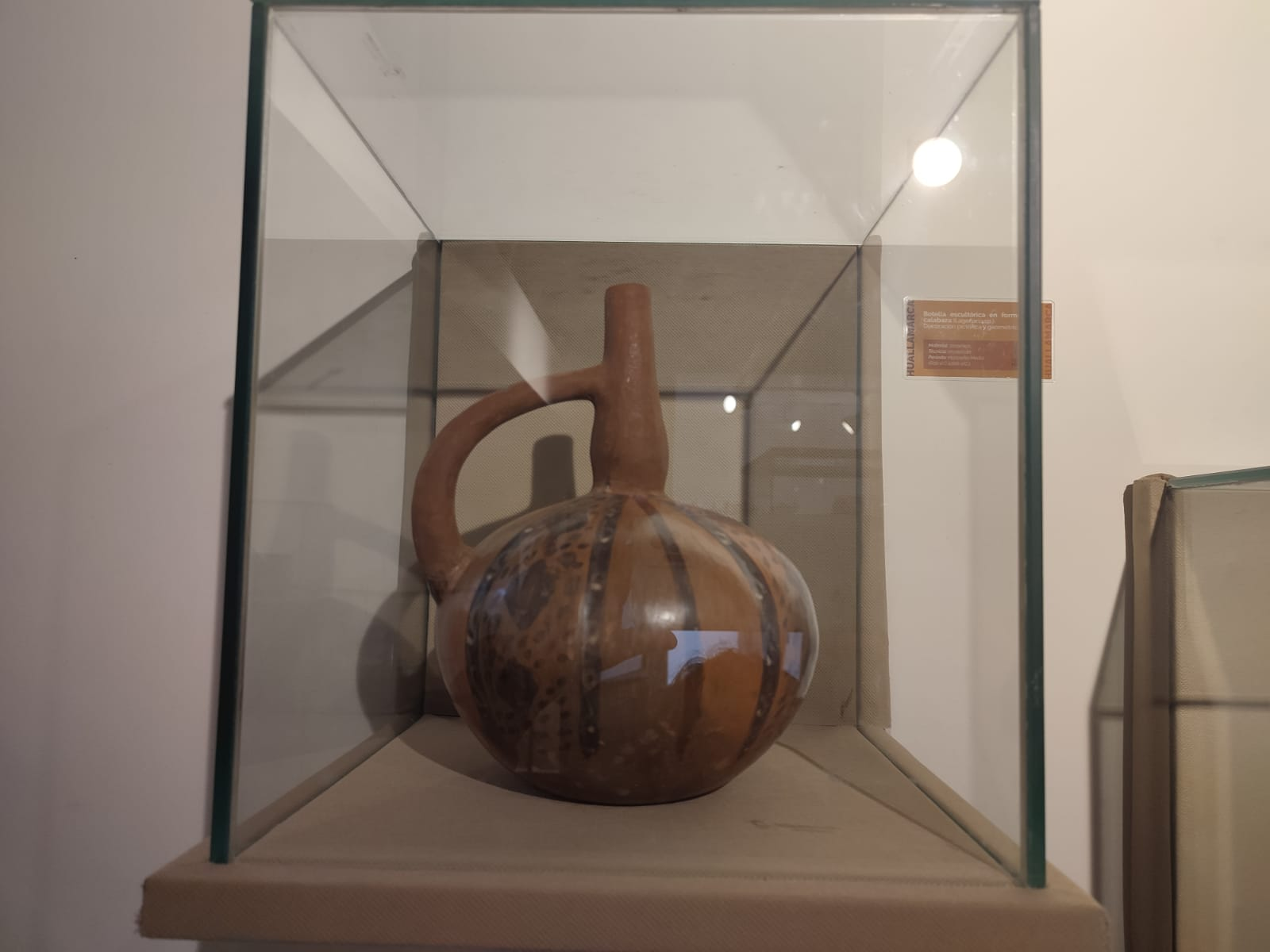
Botella escultórica.

La cerámica más antigua hallada en Huallamarca pertenece al estilo Pinazo que se caracteriza por su monocromía y por sus botellas de doble pico y asa puente. La más reciente corresponde al estilo denominado Ychsma. Entre las formas de cerámica exhibidas en el Museo de Huallamarca, se encuentran algunas evidencias perteneciente al Intermedio Temprano (100 - 650 D.C.), en la cual ambas tradiciones se intercalan tipos de cerámica de los estilos de Lima Tardío, Sicán Medio, Huaura, Chincha y Chancay. 
En el caso de la cultura Lima, se encontraron grandes tinajas sin cuello asociadas a estructuras sencillas de uso doméstico, con jarras y botellas que tienen representación antropomorfa y decoradas con figuras geométricas, empleando principalmente los colores rojo, blanco y negro sobre la superficie de la vasija. De la misma forma, se encuentran algunas vasijas escultóricas zoomorfas que se utilizaban como contenedor líquido.
También existe registro de postrimerías del  Horizonte Medio (900 D.C.) correspondiente de la etapa inicial de con la Cultura ychsma con influencia de Wari en sus fardos funerarios y con los cántaros hechos de cerámica con técnica de modelado policromados en tonos crema y anaranjado-rojizo con diseños de bandas verticales triangulares. Además de encontrar cerámica perteneciente al Intermedio Tardío (1000 - 1100 D.C.) con la fase de identidad cultura de Ychsma Temprano, donde se aprecia su consolidación en todo lo que respecta el ajuar funerario.

## Vida cotidiana y alimentación
El primer momento de ocupación se relaciona con la edificación de la plataforma escalonada. Su construcción se emprendió durante la parte final del período Formativo e inicios de la cultura Lima (200 a. C.).

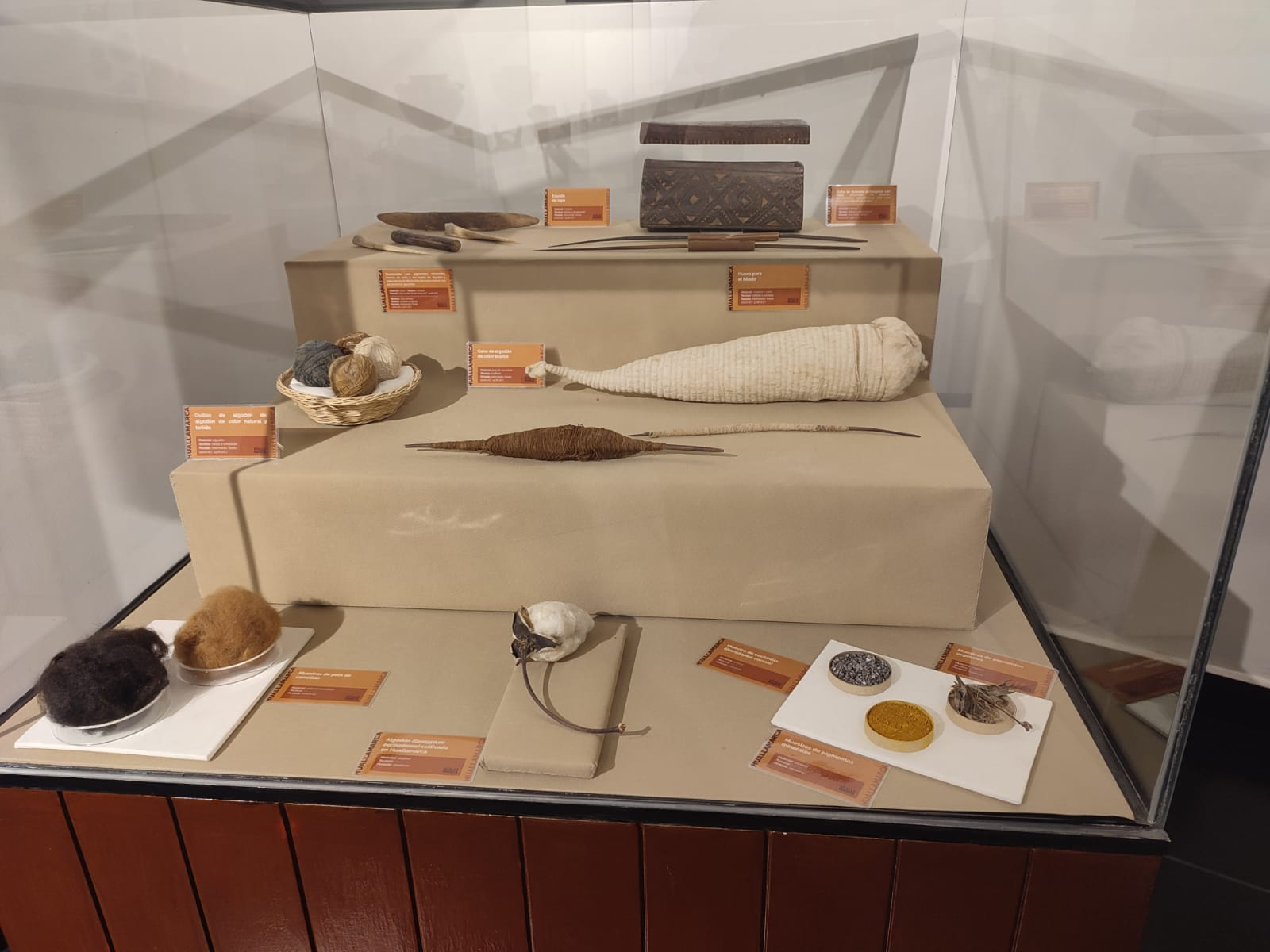
Material textil exhibido en el Museo de Sitio Huallamarca.

La edificación congregó y organizó a un sector de la población del valle bajo del Rímac con fines ceremoniales, administrativos, políticos y sociales. Los objetos encontrados que acompañan las sepulturas halladas en Huallamarca permite hacernos una idea de la vida cotidiana de los antiguos habitantes del distrito de San Isidro. Todos nos indica que estas familias desarrollaron una vida moderada y laboriosa, no se presentan indicios de sacrificios humanos, ni se han hallado armas. En cambio se han hallado multitud de útiles de labranza, piezas de tejido de algodón, cestos de costura repletos de útiles de hilandería, mates decorados usados como vajilla, vasijas de cerámica, juguetes de niños e instrumentos musicales.
De igual manera, las evidencias arqueológicas en los contextos funerarios también nos brindan nociones respecto a la alimentación de sus pobladores, cuya dieta provenía tanto del mar como la tierra y se basaba en buena parte en especie como el choro, caracol, lapa, camarón, etc. Sin embargo, conforme al aumento de su población, también se incrementaban las necesidades, volviéndose más intenso el cultivo de maíz, frijol, pallar, ají, entre otros; así también el consumo de carne de cuy, camélido, aves, pescados y mariscos.
Es por la presencia de herramientas agrícolas y de pesca que evidencian a la agricultura, el marisqueo, la pesca y la domesticación de cuyes como sus principales actividades agropecuarias y de ganadería.

## Cronología
La construcción de la pirámide de Huallamarca, empezó con los Huallas desde el año 200 a.c hasta el 200 d.c, colocaron plataformas una encima de la otra para lograr diferentes niveles donde se alzaron edificios, recintos y pasadizos. Estos lo utilizaron como un centro ceremonial, por lo que se considera como el primer momento de la huaca. Posteriormente fue abandonado y reutilizado, lo que se conoce como el segundo momento, en el que se usó como cementerio desde el 900 d.c hasta el 1300 d.c por las culturas Lima, Yschma y Chancay. El tercer momento, ocurrió durante la época incaica, desde 1400 d.c hasta 1532 d.c en el que la huaca fue usada como un edificio público, pues se encontraron alimentos, textiles y grandes vasijas.
El inicio de su reconstrucción se dio en el 1958 con la diligencia de Carlos Neuhaus, alcalde en ese periodo, quien mandó a realizar trabajos de excavación en el lugar , los cuales, llevaron al hallazgo de vestigios importantes. No obstante, al realizar estas excavaciones, no respetaron la forma que tenía inicialmente el edificio, por lo que fue necesario una remodelación. Terminó en 1960 con la creación del actual Museo de Sitio Huaca Huallamarca.